# Ur (album Lecha Janerki)
Ur – trzecia solowa płyta Lecha Janerki wydana w 1991.
Płyta różni się stylistycznie od wcześniejszych (i późniejszych) płyt Lecha Janerki – aranżacje stały się agresywne, momentami przytłaczające, industrialne; pojawiło się sporo brzmień elektronicznych. Zmiana stylistyki znalazła również odbicie w sferze personalnej – do nagrania tej płyty Janerka zaangażował młodych, mało znanych muzyków, z którymi nawet utworzył efemeryczną grupę Dinghy. Album został wysoko oceniony przez krytyków, natomiast gorzej – przez fanów. 
Album nagrał od kwietnia do lipca 1990 Leszek Kamiński. Wydała go wytwórnia Intermal w 1991. Płytę zremasterowała i wydała na CD wytwórnia Koch International w 1999, ze zmienioną okładką i kolejnością utworów (pierwszy i drugi utwór przeniesiono na koniec płyty jako przedostatni i ostatni). 

## Lista utworów
źródło:.
1. „Dinghy” – 5:09
2. „Szksypcze” – 3:25
3. „Ur” – 4:13
4. „Po co mi serce” – 4:28
5. „Piosenka boga” – 5:00
6. „A kiedy będzie” – 3:21
7. „O niebie” – 3:56
8. „LA” – 2:59
9. „Labirynty” – 4:34

## Twórcy
źródło:.
- Lech Janerka – bas, śpiew, programowanie
- Bożena Janerka – wiolonczela, śpiew
- Marek Majewski – klawisze, programowanie
- Bartosz Straburzyński – wszystko oprócz głosu i wiolonczeli

Słowa: Lech Janerka. Muzyka: Lech Janerka (1, 3, 5, 7, 9), Marek Majewski (4), Krzysztof Pociecha (6), Bartosz Straburzyński (2, 8). 